# L.A.B.
L.A.B. ist eine neuseeländische Reggae-Band.

## Geschichte
L.A.B. wurde von den Brüdern Brad Kora und Stuart Kora gegründet, die vorher bereits als die Band Kora Musik veröffentlicht hatten. Kurze Zeit später kamen Joel Shadbolt als Sänger und Gitarrist, Ara Adams-Tamatea als Bassist und Miharo Gregory als Pianist zu der Band hinzu.
Im Jahr 2017 erschien das erste Studioalbum der Band. L.A.B. erreichte Platz 15 in den neuseeländischen Album-Charts und konnte sich zunächst nur eine Woche in den Charts platzieren. Im Juni 2020 gelang ein Wiedereinstieg auf Platz 30. Das Album wurde in Neuseeland mit einer Platin-Schallplatte ausgezeichnet.
Der Durchbruch in Neuseeland gelang der Band mit der 2019 erschienenen Single In the Air. Das Lied erreichte im Februar 2020 Platz eins der neuseeländischen Musikcharts und wurde mit Fünffach-Platin in Neuseeland ausgezeichnet.
Bei den MTV Europe Music Awards 2020 wurde die Band als bester neuseeländischer Act nominiert, verlor jedoch gegen die Sängerin Benee.
Ihr viertes Studioalbum, L.A.B. IV, platzierte sich auf Platz eins der Albumcharts in Neuseeland. Das Album schaffte außerdem den Einstieg in die australischen Charts und stellte damit den ersten Charterfolg der Band außerhalb von Neuseeland dar.

## Diskografie

### Alben
| Jahr | Titel         | Höchstplatzierung, Gesamtwochen, AuszeichnungChartplatzierungen (Jahr, Titel, Platzierungen, Wochen, Auszeichnungen, Anmerkungen) | Höchstplatzierung, Gesamtwochen, AuszeichnungChartplatzierungen (Jahr, Titel, Platzierungen, Wochen, Auszeichnungen, Anmerkungen) | Anmerkungen                                                       |
| Jahr | Titel         | NZ | AU | Anmerkungen                                                       |
| ---- | ------------- | --- | --- | ----------------------------------------------------------------- |
| 2017 | L.A.B.        | NZ8 ×3Dreifachplatin · (71 Wo.)NZ                                                                                                 | — | Erstveröffentlichung: 24. November 2017 Verkäufe: + 45.000        |
| 2018 | L.A.B. II     | NZ12 ×2Doppelplatin · (27 Wo.)NZ                                                                                                  | — | Erstveröffentlichung: 21. Dezember 2018 Verkäufe: + 30.000        |
| 2019 | L.A.B. III    | NZ5 ×4Vierfachplatin · (126 Wo.)NZ                                                                                                | — | Erstveröffentlichung: 6. Dezember 2019 Verkäufe: + 60.000         |
| 2020 | L.A.B. IV     | NZ1 ×3Dreifachplatin · (78 Wo.)NZ                                                                                                 | AU49 (1 Wo.)AU | Erstveröffentlichung: 18. Dezember 2020 Verkäufe: + 45.000        |
| 2021 | L.A.B. V      | NZ1 ×2Doppelplatin · (27 Wo.)NZ                                                                                                   | — | Erstveröffentlichung: 17. Dezember 2021 Verkäufe: + 30.000        |
| 2022 | L.A.B. in Dub | NZ25 (1 Wo.)NZ | — | Erstveröffentlichung: 21. Oktober 2022 mit Paolo Baldini Dubfiles |
| 2024 | L.A.B. VI     | NZ1 Platin · (… Wo.)NZ | — | Erstveröffentlichung: 23. Februar 2024 Verkäufe: + 15.000         |

### Kompilationen
| Jahr | Titel              | Höchstplatzierung, Gesamtwochen, AuszeichnungChartplatzierungen (Jahr, Titel, Platzierungen, Wochen, Auszeichnungen, Anmerkungen) | Höchstplatzierung, Gesamtwochen, AuszeichnungChartplatzierungen (Jahr, Titel, Platzierungen, Wochen, Auszeichnungen, Anmerkungen) | Anmerkungen                            |
| Jahr | Titel              | NZ | AU | Anmerkungen                            |
| ---- | ------------------ | --- | --- | -------------------------------------- |
| 2023 | Introducing L.A.B. | NZ1 Platin · (… Wo.)NZ | — | Erstveröffentlichung: 13. Oktober 2023 |

### Singles
| Jahr | Titel Album            | Höchstplatzierung, Gesamtwochen, AuszeichnungChartsChartplatzierungen (Jahr, Titel, Album, Platzierungen, Wochen, Auszeichnungen, Anmerkungen) | Anmerkungen                                                 |
| Jahr | Titel Album            | NZ | Anmerkungen                                                 |
| --- | ---------------------- | --- | ----------------------------------------------------------- |
| 2019 | In the Air L.A.B. III  | NZ1 ×1414-fach-Platin · (165 Wo.)NZ | Erstveröffentlichung: 29. Mai 2019 Verkäufe: + 420.000      |
| 2020 | My Brother L.A.B. IV   | NZ35 Platin · (1 Wo.)NZ | Erstveröffentlichung: 11. Juni 2021 Verkäufe: + 30.000      |
| 2020 | Why Oh Why L.A.B. IV   | NZ1 ×7Siebenfachplatin · (65 Wo.)NZ | Erstveröffentlichung: 4. Dezember 2020 Verkäufe: + 210.000  |
| 2021 | Mr. Reggae L.A.B. V    | NZ3 ×5Fünffachplatin · (39 Wo.)NZ | Erstveröffentlichung: 26. November 2021 Verkäufe: + 150.000 |
| 2022 | Take It Away L.A.B. VI | NZ13 ×2Doppelplatin · (34 Wo.)NZ | Erstveröffentlichung: 9. Dezember 2022 Verkäufe: + 60.000   |
| 2023 | Casanova L.A.B. VI     | NZ30 Platin · (8 Wo.)NZ | Erstveröffentlichung: 22. September 2023 Verkäufe: + 30.000 |
| Folgende Lieder erschienen nicht als Single, wurden aber durch das Album zum Download und Streaming bereitgestellt und konnten somit eine Platzierung erlangen: |                        | |                                                             |
| |                        | |                                                             |
| 2017 | Controller L.A.B.      | NZ3 ×9Neunfachplatin · (95 Wo.)NZ | Verkäufe: + 270.000                                         |
| 2021 | Under the Sun L.A.B. V | NZ12 ×2Doppelplatin · (18 Wo.)NZ | Verkäufe: + 60.000                                          |
| 2020 | Natural L.A.B. IV      | NZ5 ×2Doppelplatin · (2 Wo.)NZ | Verkäufe: + 60.000                                          |
| 2020 | No Roots L.A.B. IV     | NZ6 Platin · (2 Wo.)NZ | Verkäufe: + 30.000                                          |
| 2020 | Yes I Do L.A.B. IV     | NZ13 ×3Dreifachplatin · (7 Wo.)NZ | Verkäufe: + 90.000                                          |

## Auszeichnungen für Musikverkäufe
| Goldene Schallplatte - Neuseeland - 2021: für das Lied Alright - 2021: für das Lied Shoot On You - 2022: für das Lied Fashion Dread - 2022: für das Lied Hands Up - 2022: für das Lied I Don’t Wanna Know - 2022: für das Lied Midnight Summer - 2022: für das Lied My Baby - 2023: für das Lied Can You Be The One - 2023: für das Lied Love Will Save Me - 2023: für das Lied Umulash - 2023: für das Lied What The Hell - 2024: für das Lied Oh No - 2024: für das Lied Oh No (Pt. 2) Platin-Schallplatte - Neuseeland - 2021: für das Lied Starry Eyes - 2022: für das Lied Baby Will You Let Me - 2022: für das Lied Personify - 2023: für das Lied She’s Gone - 2024: für das Lied Jimmy Boy - 2024: für das Lied Running | 2× Platin-Schallplatte - Neuseeland - 2023: für das Lied Ain’t No Use - 2024: für das Lied Shadows - 2024: für das Lied Take It Away 3× Platin-Schallplatte - Neuseeland - 2024: für das Lied For The Love Of Jane - 2024: für das Lied Rocketship |

Anmerkung: Auszeichnungen in Ländern aus den Charttabellen bzw. Chartboxen sind in ebendiesen zu finden.
| Land/RegionAuszeichnungen für Musikverkäufe (Land/Region, Auszeichnungen, Verkäufe, Quellen) | Gold       | Platin       | Verkäufe  | Quellen                           |
| -------------------------------------------------------------------------------------------- | ---------- | ------------ | --------- | --------------------------------- |
| Neuseeland (RMNZ)                                                                            | 13× Gold13 | 81× Platin81 | 2.385.000 | aotearoamusiccharts.co.nz NZ2 NZ3 |
| Insgesamt                                                                                    | 13× Gold13 | 81× Platin81 |           |                                   |